# Sindi (Maharashtra)
Sindi es una ciudad y  municipio situada en el distrito de Wardha en el estado de Maharashtra (India). Su población es de 12858 habitantes (2011). Se encuentra a 34 km de Wardha y a 48 km de Nagpur. 

## Demografía
Según el censo de 2011 la población de Sindi era de 12858 habitantes, de los cuales 6598 eran hombres y 6260 eran mujeres. Sindi tiene una tasa media de alfabetización del 88,41%, superior a la media estatal del 82,34%: la alfabetización masculina es del 93,73%, y la alfabetización femenina del 82,78%.